# Bahnstrecke Palermo–San Carlo
| Bahnhof San Erasmo, Ausgangspunkt der Bahnstrecke Palermo–San Carlo |                          |                                     |                                     |
| Streckenlänge: | 105,6 km                 |                                     |                                     |
| Spurweite: | 950 mm (ital. Meterspur) |                                     |                                     |
| |                          |                                     |                                     |
| \| \| 0,0 \| Palermo San Erasmo \| Palermo San Erasmo \| \| \| 3,7 \| Bandita \| Bandita \| \| \| 4,9 \| Aqua dei Corsari \| Aqua dei Corsari \| \| \| \| Bahnstrecke Palermo–Termini Imerese \| \| \| \| 7,7 \| Villabate Paese \| Villabate Paese \| \| \| 8,9 \| Portella di Mare \| Portella di Mare \| \| \| 14,7 \| Misilmeri \| Misilmeri \| \| \| 22,7 \| Bolognetta-Marineo \| Bolognetta-Marineo \| \| \| 26,7 \| Mulinazzo \| 320 m \| \| \| 29,4 \| Baucina-Cimina \| Baucina-Cimina \| \| \| 33,5 \| Villafrati-Cefalà Diana \| 452 m \| \| \| 34,9 \| Mezzojuso \| Mezzojuso \| \| \| 39,5 \| Godrano \| 651 m \| \| \| 45,9 \| Ficuzza \| 650 m \| \| \| 49,3 \| Bifarera \| Bifarera \| \| \| 52,4 \| Scalilli \| Scalilli \| \| \| 61,0 \| Donna Beatrice \| 288 m \| \| \| 67,1 \| Corleone \| 480 m \| \| \| 72,0 \| Censiti \| Censiti \| \| \| 76,7 \| Campofiorito \| 486 m \| \| \| 81,6 \| Tarucco \| Tarucco \| \| \| 84,3 \| Contessa Entellina \| Contessa Entellina \| \| \| 92,6 \| Bisacquino \| 640 m \| \| \| 96.1 \| Chiusa Sclafani \| Chiusa Sclafani \| \| \| \| von Castelvetrano \| \| \| \| 105,6 \| San Carlo \| San Carlo \| \| \| \| nach Burgio \| \| |                          |                                     |                                     |
| Kopfbahnhof Streckenanfang (Strecke außer Betrieb) | 0,0                      | Palermo San Erasmo                  | Palermo San Erasmo                  |
| Haltepunkt / Haltestelle (Strecke außer Betrieb) | 3,7                      | Bandita                             | Bandita                             |
| Haltepunkt / Haltestelle (Strecke außer Betrieb) | 4,9                      | Aqua dei Corsari                    | Aqua dei Corsari                    |
| Kreuzung geradeaus oben (Strecke geradeaus außer Betrieb) |                          | Bahnstrecke Palermo–Termini Imerese | Bahnstrecke Palermo–Termini Imerese |
| Bahnhof (Strecke außer Betrieb) | 7,7                      | Villabate Paese                     | Villabate Paese                     |
| Haltepunkt / Haltestelle (Strecke außer Betrieb) | 8,9                      | Portella di Mare                    | Portella di Mare                    |
| Bahnhof (Strecke außer Betrieb) | 14,7                     | Misilmeri                           | Misilmeri                           |
| Bahnhof (Strecke außer Betrieb) | 22,7                     | Bolognetta-Marineo                  | Bolognetta-Marineo                  |
| Haltepunkt / Haltestelle (Strecke außer Betrieb) | 26,7                     | Mulinazzo                           | 320 m                               |
| Bahnhof (Strecke außer Betrieb) | 29,4                     | Baucina-Cimina                      | Baucina-Cimina                      |
| Bahnhof (Strecke außer Betrieb) | 33,5                     | Villafrati-Cefalà Diana             | 452 m                               |
| Bahnhof (Strecke außer Betrieb) | 34,9                     | Mezzojuso                           | Mezzojuso                           |
| Bahnhof (Strecke außer Betrieb) | 39,5                     | Godrano                             | 651 m                               |
| Bahnhof (Strecke außer Betrieb) | 45,9                     | Ficuzza                             | 650 m                               |
| Haltepunkt / Haltestelle (Strecke außer Betrieb) | 49,3                     | Bifarera                            | Bifarera                            |
| Bahnhof (Strecke außer Betrieb) | 52,4                     | Scalilli                            | Scalilli                            |
| Haltepunkt / Haltestelle (Strecke außer Betrieb) | 61,0                     | Donna Beatrice                      | 288 m                               |
| Bahnhof (Strecke außer Betrieb) | 67,1                     | Corleone                            | 480 m                               |
| Haltepunkt / Haltestelle (Strecke außer Betrieb) | 72,0                     | Censiti                             | Censiti                             |
| Bahnhof (Strecke außer Betrieb) | 76,7                     | Campofiorito                        | 486 m                               |
| Haltepunkt / Haltestelle (Strecke außer Betrieb) | 81,6                     | Tarucco                             | Tarucco                             |
| Bahnhof (Strecke außer Betrieb) | 84,3                     | Contessa Entellina                  | Contessa Entellina                  |
| Bahnhof (Strecke außer Betrieb) | 92,6                     | Bisacquino                          | 640 m                               |
| Bahnhof (Strecke außer Betrieb) | 96.1                     | Chiusa Sclafani                     | Chiusa Sclafani                     |
| Abzweig geradeaus und von rechts (Strecke außer Betrieb) |                          | von Castelvetrano                   | von Castelvetrano                   |
| Bahnhof (Strecke außer Betrieb) | 105,6                    | San Carlo                           | San Carlo                           |
| Strecke (außer Betrieb) |                          | nach Burgio                         | nach Burgio                         |

Die Bahnstrecke Palermo–San Carlo war eine eingleisige Schmalspurstrecke im Nordwesten Siziliens. Die 105 km lange Strecke führte von Palermo über Corleone nach San Carlo. Die Strecke wurde zwischen 1886 und 1903 eröffnet und zwischen 1954 und 1959 stillgelegt.

## Geschichte
Die Strecke von Palermo nach San Carlo war die erste Schmalspurstrecke Siziliens. Bereits am 16. August 1886 konnte der Abschnitt von Palermo nach Villafrati eröffnet werden. Corleone wurde am 20. Dezember 1886 erreicht. Die Gesamtstrecke bis San Carlo konnte am 21. Mai 1903 in Betrieb genommen werden. Am 1. September 1954 wurde der Bahnverkehr zwischen Palermo und Corleone eingestellt. Seit dem 1. Februar 1959 verkehren zwischen Corleone und San Carlo keine Züge mehr.

## Betrieb
Die Strecke wurde anfangs von der Società Anonima per le Ferrovie Siciliane (SAFS), später von den FS betrieben. Der gesamte Betrieb wurde zunächst mit Dampflokomotiven abgewickelt, ab 1949 wurden für den Personenverkehr Dieseltriebwagen des Typs RALn 60 eingesetzt.